# Sublitoral
Sublitoral je morski pas, ki se razprostira od najnižje črte oseke do globin okoli 200 m, kjer prehaja obrobna celinska plošča v strm celinski spust.